# Reutenbourg
 Reutenbourg (en alsacià Riteburi) és un municipi francès, situat a la regió del Gran Est, al departament del Baix Rin. L'any 2004 tenia 322 habitants. Limita al nord-est amb Lochwiller, a l'est amb Westhouse-Marmoutier, al sud amb Jetterswiller, al sud-oest amb Singrist i al nord-oest amb Marmoutier.
Forma part del cantó de Saverne, del districte de Saverne i de la Comunitat de comunes del Pays de Saverne.

## Demografia
| 1962 | 1968 | 1975 | 1982 | 1990 | 1999 |
| ---- | ---- | ---- | ---- | ---- | ---- |
| 363  | 365  | 355  | 328  | 318  | 303  |

## Administració
| Període   | Identitat             | Partit |
| --------- | --------------------- | ------ |
| 2001-2008 | Jean-Bernard Hauswalt |        |
| 2008-     | Frédéric Georger      |        |